# Wong Shek

Emplacement de Wong Shek dans Hong Kong

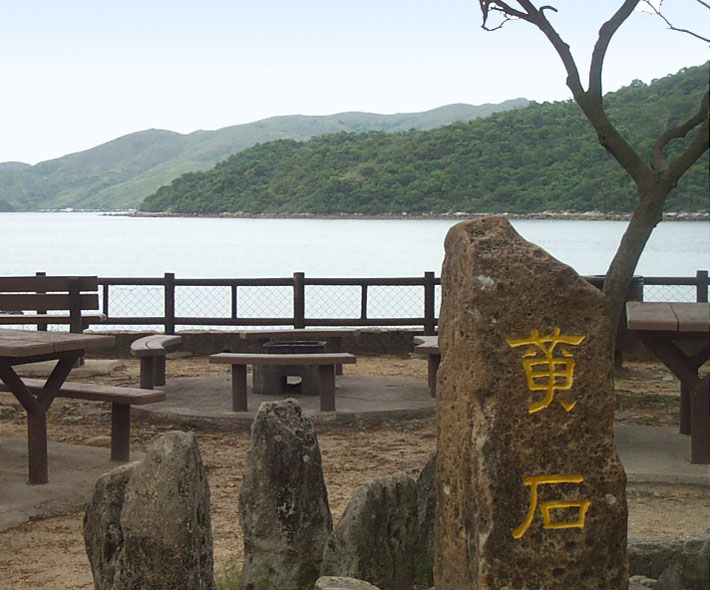
Wong Shek

Wong Shek (en chinois : 黃石, en pinyin : Huáng Shí) est une aire située dans la partie nord de la Péninsule de Sai Kung à Hong Kong. Elle est sous l'administration du District de Tai Po. Dans cette zone, il y a des installations permettant de pique-niquer tout en profitant d'une vue sur la mer. Toutefois, afin de protéger l'environnement naturel de Wong Shek, le gouvernement contrôle le nombre de véhicules entrant dans la zone; une porte est placée à Pak Tam Chung, sur le chemin menant à Wong Shek, autorisant l'entrée uniquement aux véhicules qui y sont permis. Il y a également une estacade publique appelé "Wong Shek Pier" (estacade de Wong Shek).

## Transport
La façon la plus commune de se rendre à Wong Shek est de s'y rendre en bus. Il y a plusieurs lignes de bus qui vont à Wong Shek Pier.

### Kowloon Motor Bus
- Route n ° 94 - de Sai Kung Bus Terminus
- Route n ° 96R - de la station MTR Diamond Hill

### Citybus
- Route #698R - de Siu Sai Wan, île de Hong Kong

### Kai-to
- Ma Liu Shui - Tap Mun (via Wong Shek)
- Wong Shek - Tap Mun
- Wong Shek - Wan Tsai / Chek Keng